# Sympoliteia
Una sympoliteia (in greco antico: συμπολιτεία?, sympolitéia, letteralmente "cittadinanza comune") nella Grecia antica era costituita dalla fusione di due o più località separate in origine in una polis comune. Il termine è occasionalmente menzionato nelle fonti letterarie e specialmente nelle iscrizioni. A causa di questo uso nel linguaggio nella ricerca della storia antica, si utilizza il termine "sympolitie" soprattutto se i singoli insediamenti hanno continuato ad esistere in quanto tali, e non è stato fondato nessun centro di insediamento comune (sinecismo). In molti casi, una delle comunità era dominante.
Nella ricerca, la sympoliteia si distingue dal koinon, in cui diverse entità politiche formano uno Stato (anche se Polibio utilizzò per la Lega achea e per la Lega etolica anche il termine sympoliteia e il verbo associato), e dall'isopoliteia, in cui i cittadini di diverse città-stato sono legalmente equivalenti fra loro, mentre le città mantengono la loro indipendenza.

## Fonti
- (DE) Peter J. Rhodes, Sympoliteia, in Der Neue Pauly (DNP), vol. 11, Stoccarda, Metzler, 2001,  p. 1137 f., ISBN 3-476-01481-9.